# Dipterocarpus globosus
Dipterocarpus globosus är en tvåhjärtbladig växtart som beskrevs av Vesque. Dipterocarpus globosus ingår i släktet Dipterocarpus och familjen Dipterocarpaceae. Inga underarter finns listade i Catalogue of Life.